# Spotted Peccary Records
Spotted Peccary Records este o casă de discuri americană, ce lansează muzică ambient atât electronic și acustic cât și muzică new age. Printre artiștii ce și-au lansat lucrările la Spotted Peccary se enumeră Michael Stearns, Craig Padilla, Erik Wøllo, David Helpling, Jon Jenkins, Justin Vanderberg, Greg Klamt, Deborah Martin, Brain Laughter. Compania are și un sub-label, numit Lotuspike, ce lansează întâi de toate muzică ambient într-un stil modern, a artiștilor ca Terra Ambient, Ben Cox, Mystified, Paul Ellis și alții.